# 一刀流中西派
一刀流中西派（いっとうりゅうなかにしは）は、日本の剣術の流派。小野派一刀流の分派の一つ。

## 歴史
小野家第4代・小野忠一の直弟子であった中西子定が一刀流中西道場を開いたことから始まるが、子定自身は「一刀流中西派」という流名を称しておらず、正式名称は「一刀流」のままであり、小野家から学んだ一刀流という意味で対外的に「小野派一刀流」と名乗っていた。また中西家に学んだ者は「小野派一刀流」と称していた。昭和期の高野佐三郎も小野派一刀流を名乗っている。「一刀流中西派」という名称は、いつ頃からか不明であるが、現在では高野弘正門下で使用されている。一般の小野派一刀流と中西子定の系統とを区別するための俗称であると思われる。なお、小野派一刀流との関係から中西派一刀流と誤って書かれる事も多いが、流派関係者は一刀流中西派と書く。また小野派一刀流中西派と書かれる事もある。

## 特徴
稽古は木刀による形稽古（組太刀）と竹刀稽古とに大別される。中西子定の子である中西子武が宝暦年間（1751年 - 1763年）に防具を改良し、竹刀稽古を導入したことが大きな特徴である。竹刀稽古の導入により一刀流中西派は急速に広まり、現代剣道の母体となった。

## 系譜
1. 伊藤一刀斎景久（一刀流流祖）
2. 小野次郎右衛門忠明
3. 小野次郎右衛門忠常
4. 小野次郎右衛門忠於
5. 小野次郎右衛門忠一
6. 中西忠太子定
7. 中西忠蔵子武
8. 中西忠太子啓
9. 中西忠兵衛子正
10. 高野佐吉郎苗正
11. 高野芳三郎蕃正
12. 高野佐三郎豊正
13. 高野甲子郎弘正
14. 高野友枝慧正

現在は高野家が一刀流中西派宗家を称している。

## 中西道場で一刀流を学んだ人物
なお、これらの人物は自流を建てた者以外は全員小野派一刀流を名乗っている。
- 寺田宗有 - 竹刀稽古の導入に反対して中西道場を去ったが、後に藩命により復帰し、形稽古のみで免許を与えられた。天真一刀流の創始者。
- 白井亨 - 中西道場を経て寺田宗有に入門し、天真一刀流を継承。のち天真白井流を創始した。
- 高柳又四郎 - 寺田宗有、白井亨と並び中西道場の三羽烏と謳われた。
- 浅利義信 - 中西道場第3代の中西子啓に学んだ。
- 千葉周作 - 浅利義信の婿養子であったが、組太刀の改変について義信と対立し、北辰一刀流を創始した。
- 遠藤五平太 - 浅利義信に師事。尾張藩校・明倫堂の剣術師範後見役に招聘された。
- 浅利義明 - 中西子正の次男であったが、千葉周作と浅利義信が離縁したことにより、義信の養子となった。
- 高野佐吉郎 - 中西道場出身。
- 武市瑞山 - 土佐藩で麻田直養に師事。弟子に岡田以蔵がいる。
- 山岡鉄舟 - 浅利義明に師事した後、一刀流第9代の小野業雄から伝授を受け、一刀正伝無刀流を創始した。
- 高野佐三郎 - 明治から昭和初期の剣道界で大きな影響力を誇った。早稲田大学剣道部の教え子に笹森順造（後に小野派一刀流第16代宗家を称する）がいる。